# Mirandina breviphora
Mirandina breviphora är en svampart som beskrevs av Matsush. 1971. Mirandina breviphora ingår i släktet Mirandina, ordningen disksvampar, klassen Leotiomycetes, divisionen sporsäcksvampar och riket svampar.   Inga underarter finns listade i Catalogue of Life.